# Apherusa macrocephala
Apherusa macrocephala is een vlokreeftensoort uit de familie van de Calliopiidae. De wetenschappelijke naam van de soort is voor het eerst geldig gepubliceerd in 1858 door M. Sars.